# Gnathia lignophila
Gnathia lignophila är en kräftdjursart som beskrevs av Mueller 1993. Gnathia lignophila ingår i släktet Gnathia och familjen Gnathiidae. Inga underarter finns listade i Catalogue of Life.